# Amblyeleotris rhyax
Amblyeleotris rhyax là một loài cá biển thuộc chi Amblyeleotris trong họ Cá bống trắng. Loài cá này được mô tả lần đầu tiên vào năm 1979.

## Từ nguyên
Từ định danh rhyax bắt nguồn từ ρύαξ (rhúax) trong tiếng Hy Lạp cổ đại với nghĩa là “dung nham”, hàm ý đề cập đến màu sắc như lửa cháy của loài cá này.

## Phạm vi phân bố và môi trường sống
A. rhyax có phân bố tập trung ở Tây Thái Bình Dương, bao gồm Indonesia (đông bắc Kalimantan và Flores), Philippines, Papua New Guinea, Palau và phía bắc rạn san hô Great Barrier.
A. rhyax sống trên nền bãi cát và đá vụn của đầm phá và rạn san hô, độ sâu khoảng 30–45 m.

## Mô tả
Chiều dài cơ thể lớn nhất được ghi nhận ở A. rhyax là 7,3 cm. Đầu và thân màu trắng với rất nhiều đốm cam viền đỏ phủ khắp cơ thể. Đầu và thân trước có ba vạch đỏ, thân sau có hai vạch mờ hơn (dưới vây lưng sau).
Số gai vây lưng: 7; Số tia vây lưng: 12; Số gai vây hậu môn: 1; Số tia vây hậu môn: 12; Số gai vây bụng: 1; Số tia vây bụng: 5; Số tia vây ngực: 19–20.

## Sinh thái
Trong mùa sinh sản, A. rhyax sống thành từng đôi, trứng được cá bố bảo vệ. Chúng sống cộng sinh với tôm gõ mõ Alpheus.

## Thương mại
A. rhyax là một thành phần trong ngành buôn bán cá cảnh.